# Lidasjön, Småland
Lidasjön är en sjö i Emmaboda kommun i Småland och ingår i Nättrabyåns huvudavrinningsområde. Sjön har en area på 0,229 kvadratkilometer och ligger 116,2 meter över havet. Vid provfiske har bland annat abborre, braxen, gädda och mört fångats i sjön.

## Delavrinningsområde
Lidasjön ingår i det delavrinningsområde (626545-147880) som SMHI kallar för Utloppet av Nätterhövden. Medelhöjden är 125 meter över havet och ytan är 24,83 kvadratkilometer. Räknas de 5 avrinningsområdena uppströms in blir den ackumulerade arean 62,44 kvadratkilometer. Vattendraget som avvattnar avrinningsområdet har biflödesordning 2, vilket innebär att vattnet flödar genom totalt 2 vattendrag innan det når havet efter 39 kilometer. Avrinningsområdet består mestadels av skog (63 procent) och öppen mark (13 procent). Avrinningsområdet har 2,6 kvadratkilometer vattenytor vilket ger det en sjöprocent på 10,5 procent.

## Fisk
Vid provfiske har följande fisk fångats i sjön:
- Abborre
- Braxen
- Gädda
- Mört
- Sutare